# 154. pehotni polk (Italija)
154. pehotni polk Novara (izvirno italijansko 154º Reggimento fanteria) je bil pehotni polk Kraljeve italijanske kopenske vojske.

## Zgodovina
Med prvo svetovno vojno je bil polk nastanjen na soški fronti. Leta 1943 je bil polk preimenovan v 54. pehotni polk.